# Liesenbrücken
Die Liesenbrücken sind vier parallele Eisenbahnbrücken in Berlin-Gesundbrunnen, zwei nicht mehr für den Bahnverkehr genutzte, bis zu 12 Meter hohe Fachwerkbrücken aus den Jahren 1892 und 1896 und zwei heute noch durch die Berliner S-Bahn genutzte flache Balkenbrücken aus den 1950er Jahren. Sie überspannen einen Kreisverkehr an der Kreuzung der Gartenstraße, Liesenstraße und Scheringstraße. Ursprünglich aus vier einzelnen Fachwerkbrücken bestehend, führte die Eisenbahnüberführung fünf Gleise der Zufahrt zum Stettiner Bahnhof in der damaligen Oranienburger Vorstadt im Norden Berlins. Nach dem Zweiten Weltkrieg verlor die Verbindung über den sowjetischen und französischen Sektor der geteilten Stadt an Bedeutung, was ab 1952 zur stufenweisen Schließung und bis 1962 zum Abriss eines Großteils des stark beschädigten Bahnhofs führte. Nur zwei Gleise für die Nordsüd-S-Bahn sind bis heute über die Liesenbrücken in Betrieb, für die 1956/57 zwei der ebenfalls durch Kriegsschäden gezeichneten Fachwerkbrücken durch Balkenbrücken ersetzt wurden. Durch den Bau der Berliner Mauer 1961 lagen die beiden verbliebenen Fachwerkbrücken im Grenzbereich und überdauerten so die Zeit bis zur Deutschen Wiedervereinigung. Seit 1991 stehen sie unter Denkmalschutz, wobei die zweigleisige Brücke von 1896 mit über 94 Metern Spannweite zu den größten noch erhaltenen Fachwerkbrücken des 19. Jahrhunderts in Deutschland gehört. 

## Geschichte

### Stettiner Bahnhof in der Oranienburger Vorstadt 1842

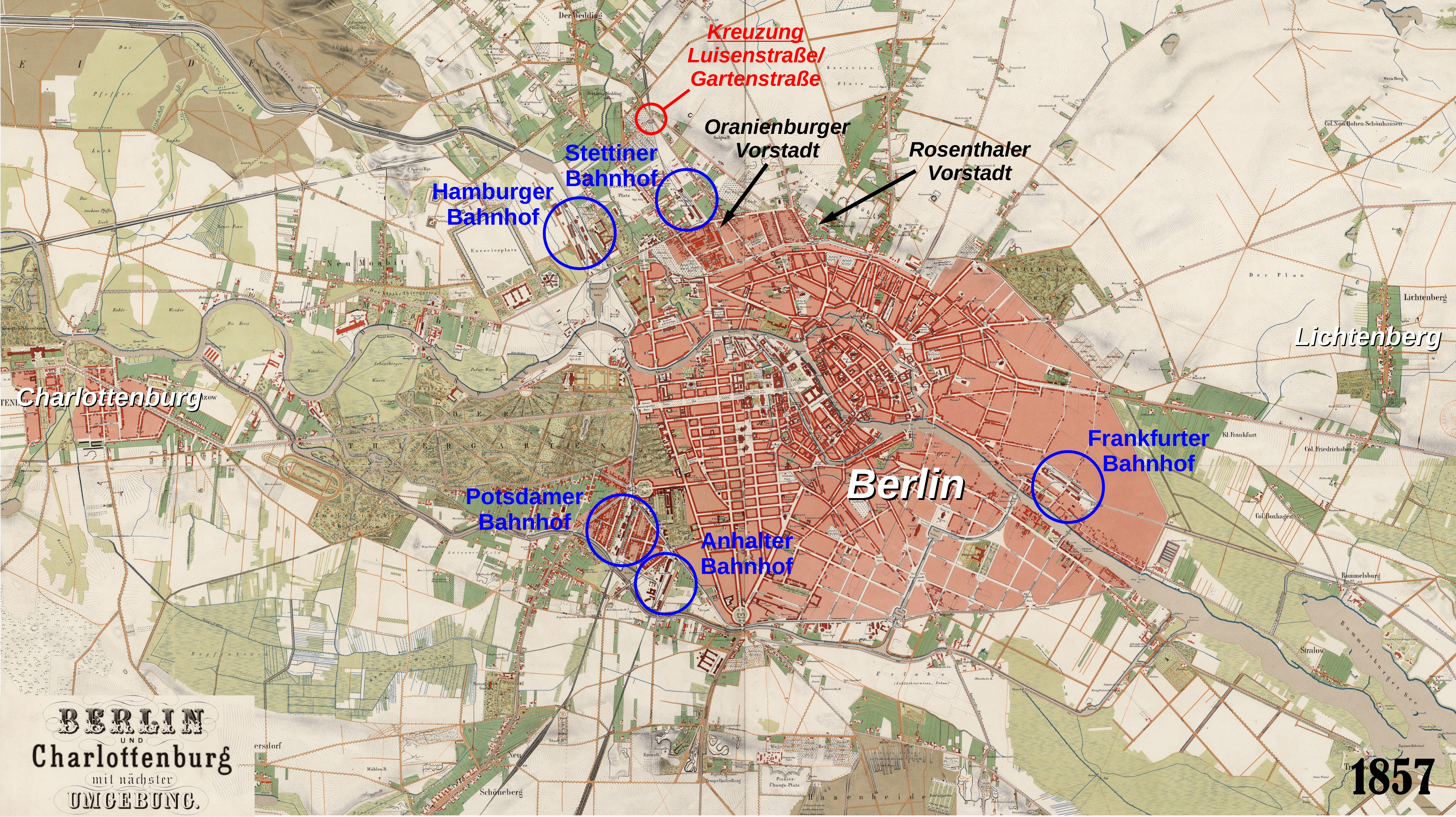
Stadtplan Berlins von 1857 mit den fünf Kopfbahnhöfen und der Kreuzung von Liesenstraße und Gartenstraße mit der Berlin-Stettiner Eisenbahn im Norden

Bis Ende des 18. Jahrhunderts beschränkte sich die Ausdehnung von Berlin auf 13 km² innerhalb der Zoll- und Akzisemauer. Von den 18 Stadttoren führten Alleen und Feldwege in die umliegenden Städte, die Namensgeber der Tore und unbefestigten Straßen waren. Die erste Keimzelle der späteren Vorstädte vor der Akzisemauer war eine von Friedrich II. im Norden angelegte Siedlung für Handwerker und Bauleute aus dem Vogtland, die ab den 1750er Jahren zwischen dem Hamburger und Rosenthaler Tor entstand und den Namen Neu-Voigtland erhielt. Hieraus entwickelten sich später die Rosenthaler und die Oranienburger Vorstadt, die sich Ende des 19. Jahrhunderts bis nach Gesundbrunnen und Wedding erstreckten. Aus den im Neu-Voigtland angelegten in Nord-Süd-Richtung verlaufenden Straßen entstanden unter anderem die Gartenstraße und die dazu teils parallel verlaufende Ackerstraße, deren spätere nördlichen Erweiterungen sich an den Liesenbrücken mit der namensgebenden in Ost-West-Richtung verlaufenden Liesenstraße treffen; die Verlängerung der Liesenstraße vom Kreuzungspunkt nach Osten wurde später die Scheringstraße.
Ende der 1830er Jahre begann der Aufbau des Berliner Eisenbahnnetzes, beginnend mit einer Verbindung nach Potsdam. Bis 1846 entstanden fünf große Kopfbahnhöfe für die Eisenbahnstrecken nach Potsdam (1838), Köthen in Anhalt (1841), Frankfurt an der Oder (1842), Stettin in Pommern (1842) und Hamburg (1846), die bis auf den Frankfurter Bahnhof vor der Akzisemauer errichtet und 1851 durch die Berliner Verbindungsbahn miteinander verbunden wurden. Der Stettiner Bahnhof im Norden entstand in der Oranienburger Vorstadt westlich der Gartenstraße und das Gleis der Berlin-Stettiner Eisenbahn führte über die Kreuzung der Gartenstraße, Ackerstraße und Liesenstraße. Ab 1863 erfolgte der zweigleisige Ausbau der Hauptstrecke vom Bahnhof nach Angermünde und bis 1876 ein umfassender Aus- und Umbau des Bahnhofs, um dem stark angewachsenen Verkehrsaufkommen gerecht zu werden. Ab 1877 wurde er zudem Endbahnhof der Berliner Nordbahn für den Personenverkehr und die Zufahrt erhielt ein drittes Gleis für den Verkehr zum Bahnhof Gesundbrunnen der Berliner Ringbahn, das somit auch über die Straßenkreuzung am Nordende verlief.

### Bau der Liesenbrücken 1890–1896

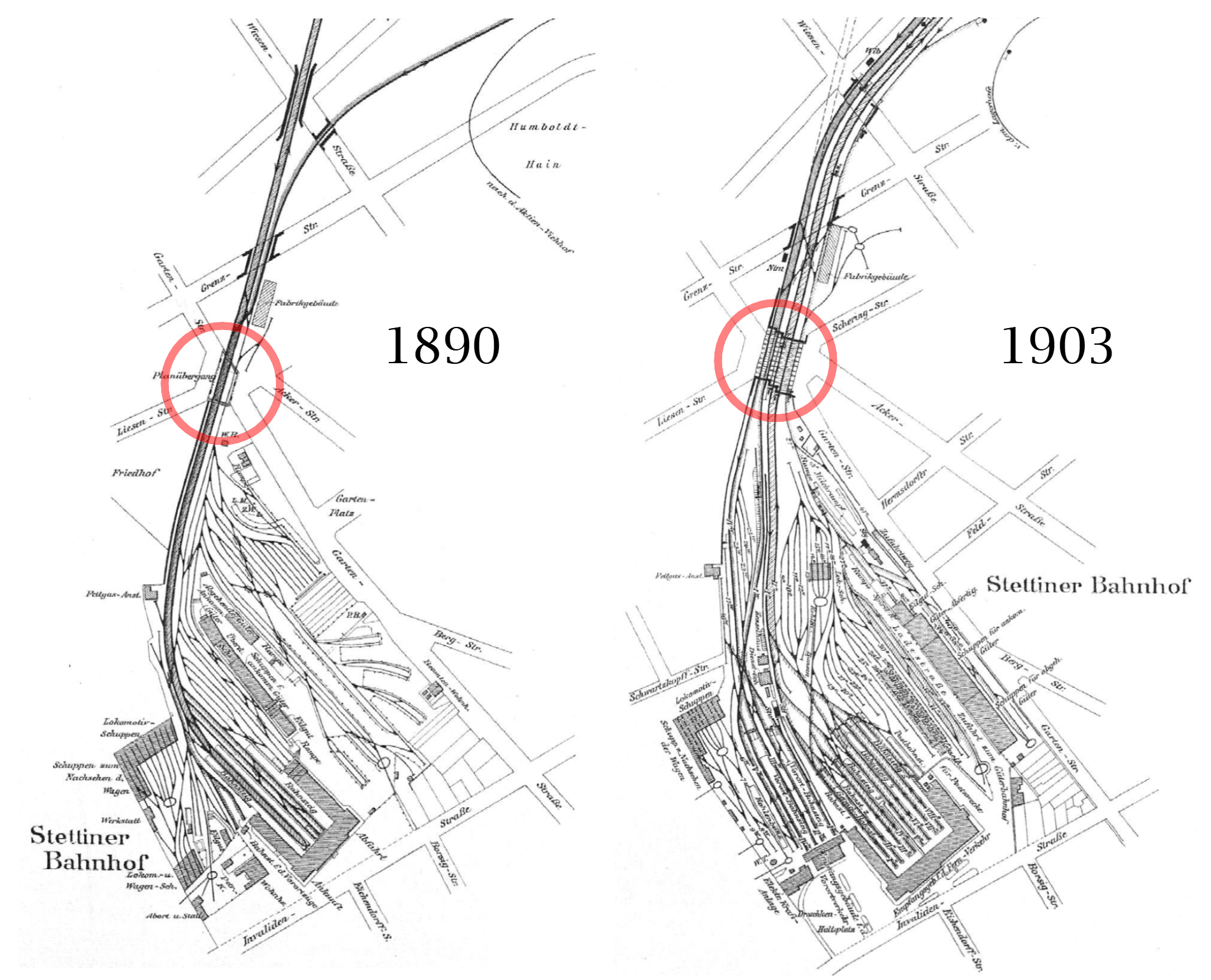
Ausdehnung des Stettiner Bahnhofs 1890 und 1903 mit dem beschrankten Bahnübergang an der Liesenstraße (links) und den Liesenbrücken (rechts), nicht maßstäblich

Der niveaugleiche beschrankte Bahnübergang an der Liesenstraße bereitete zunehmend Probleme, da er zu Rückstauungen auf beiden Verkehrswegen führte. Zählungen zur Nutzung der Kreuzung im Juni 1886 ergaben täglich zwischen 6 und 18 Uhr über 25.000 Personen, 3000 Fuhrwerke und bis zu 200 Fahrzeugbewegungen auf der Schiene. Zur gefahrlosen Aufrechterhaltung des Bahn- und Straßenverkehrs wurde eine Straßenunterführung geplant, die für eine Durchfahrtshöhe von 4,4 Metern eine Anhebung der Gleise um 2,2 Meter und bei einer maximalen Bauhöhe der Brücke bis zur Gleisebene von 0,6 Metern eine Absenkung der Straßen um 2,8 Meter erforderte. Maßgeblich für die gewählten Änderungen war der Verlauf von zwei Kanalisations-Hauptkanälen unterhalb der Straßen, die nicht beeinflusst werden durften. Da zudem nach Forderung der Landespolizei keine Brückenpfeiler auf der Straße errichtet werden durften, kamen für die Eisenbahnüberführung drei eingleisige Fachwerkbrücken mit Spannweiten von 64 bis 82 Metern zur Anwendung. Der Umbau bei laufendem Bahnbetrieb ließ sich mit den separaten jeweils eingleisigen Ausführungen am besten durchführen. Der Straßenverkehr wurde gesperrt und für Fußgänger eine hölzerne Behelfsbrücke über die Bahngleise mit seitlichen Treppenaufstiegen errichtet. Die Bauarbeiten dauerten vom Frühjahr 1890 bis zum Herbst 1892 und beinhalteten auch die Anpassungen der im Norden folgenden Überführungen der Grenz- und Wiesenstraße sowie zahlreiche Änderungen an den Zugängen und Kellern der angrenzenden Grundstücke an die abgesenkten Straßenabschnitte.
Um dem weiter steigenden Vorort- und Güterverkehr Rechnung zu tragen, erfuhren der Stettiner Bahnhof und die nördlich folgenden Bahnanlagen in den folgenden Jahren weitere grundlegende Änderungen. Um den Bahnhof von Güterverkehr zu entlasten, entstand zwischen 1891 und 1893 der Rangierbahnhof Pankow. Der Vorortverkehr erhielt ein eigenes Gleispaar und auch auf dem Gelände des Stettiner Bahnhofs wurden die Anlagen für den Fern- und Vorortverkehr getrennt und erweitert. Dazu mussten die bislang drei Gleise der Zufahrt auf fünf erhöht werden, wozu der Bau einer weiteren Fachwerkbrücke an der Kreuzung der Liesenstraße nötig war. Diese wurde 1896 östlich der vorhandenen Brücken gebaut und erforderte auf Grund der hier nach Süden unter spitzem Winkel zu den Gleisen verlaufenden Gartenstraße eine Spannweite von 94 Metern; sie war damit eine der größten Fachwerkbrücken in Preußen. Um mit der zusätzlichen Brücke einen möglichst großen Abstand zum damals vorhandenen Eckhaus an der Gartenstraße zu erhalten, wurde ein gemeinsamer Überbau für beide Gleise gewählt, der etwa 1,5 Meter schmaler ausgeführt werden konnte als bei der Verwendung von zwei separaten Fachwerkbrücken. Für die Planungen war die Königliche Eisenbahndirektion Berlin unter der Leitung von Oberbaurat Carl Bathmann (1849–1908) zuständig. Die Herstellung und Errichtung der ersten drei Fachwerkbrücken erfolgte 1892 durch Beuchelt & Co aus Grünberg in Schlesien und die vierte Fachwerkbrücke 1896 durch Aug. Klönne aus Dortmund.
Bei der Umgestaltung der nördlichen Bahnanlagen wurde bis 1897 auch die ehemalige Hauptstrecke des Fernverkehrs der Stettiner Bahn entlang der Grünthaler Straße nach Süden zur Ringbahn über den Bahnhof Gesundbrunnen verlegt, der dafür umfassend erweitert wurde und neben dem Ringbahnsteig zusätzlich einen Fern- und einen Vorortbahnsteig erhielt. Die in den 1890er Jahren begonnene Trennung von Fern- und Vorortverkehr im Berliner Eisenbahnnetz schuf die Voraussetzung für die spätere Berliner S-Bahn, deren erste elektrifizierte Strecke 1924 vom Stettiner Bahnhof über die Liesenbrücken nach Bernau im Norden in Betrieb ging. Als Verlängerung dieser Strecke nach Süden entstand bis 1939 die größtenteils im Tunnel unter dem Stadtzentrum verlaufende Nordsüd-S-Bahn, die am Stettiner Bahnhof einen unterirdischen S-Bahnhof bekam.

### Die Brücken in der geteilten Stadt nach dem Zweiten Weltkrieg bis 1989

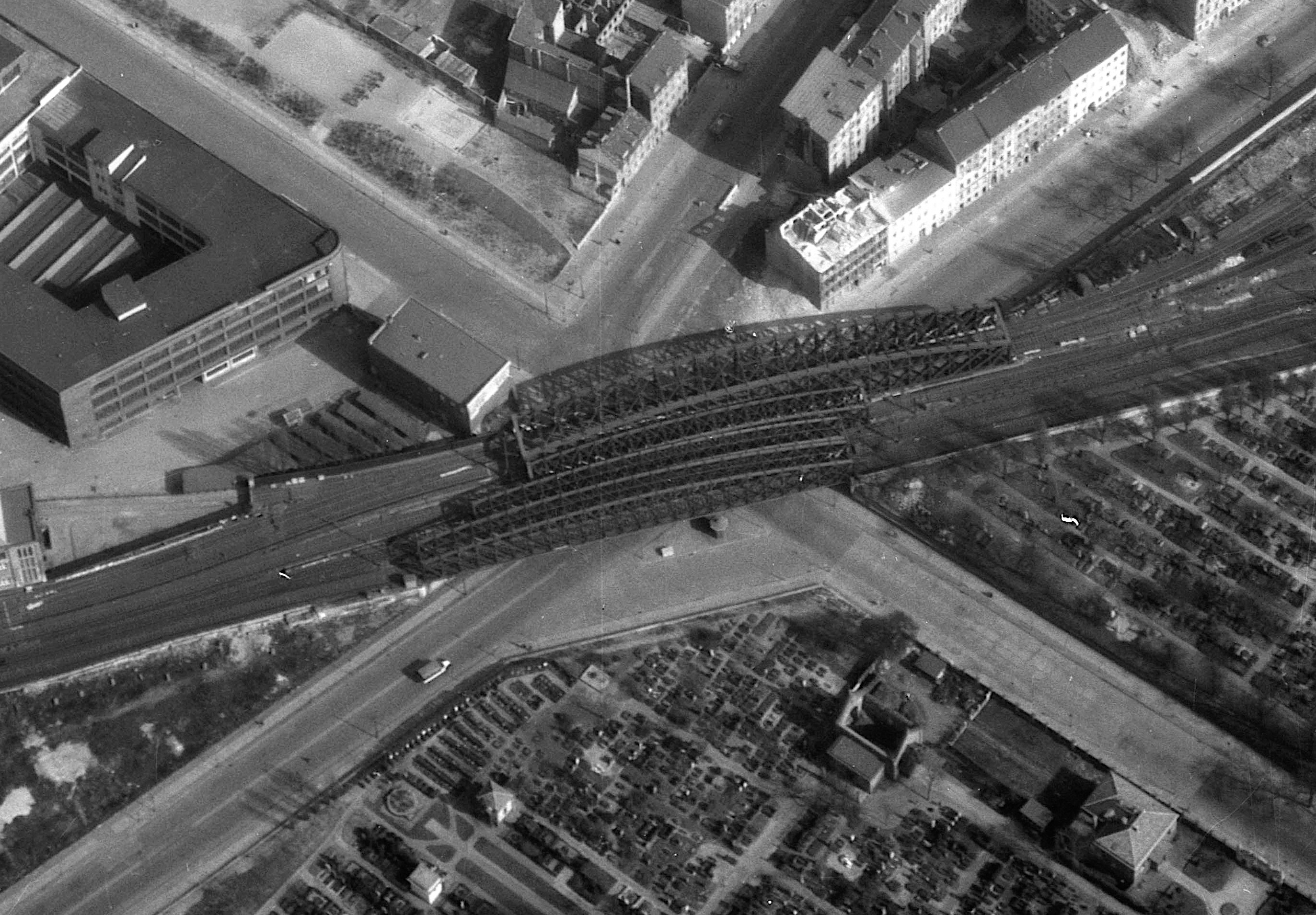
Luftbild der Liesenbrücken von 1954, von links unten nach rechts oben die Gartenstraße, links oben die Scheringstraße, rechts unten die Liesenstraße und oben in der Mitte die Ackerstraße; rechts folgt der Stettiner Bahnhof (Blick nach Osten)

Im Zweiten Weltkrieg wurden der Stettiner Bahnhof und die Liesenbrücken durch alliierte Luftangriffe erheblich beschädigt. Durch die Teilung Berlins lag der Bahnhof im sowjetischen Sektor, die Abgangsstrecke führte aber über den französischen Sektor. Auf dem inzwischen in Nordbahnhof umbenannten Fernbahnhof wurde daher 1952 der Personenverkehr eingestellt, die Ortsgüteranlagen aber noch einige Jahre länger genutzt. Die Gebäudereste der Fernbahnhofshalle wurden schließlich bis 1962 abgerissen. Über die Liesenbrücken verliefen nur noch die S-Bahn-Strecke zum Nordsüd-Tunnel sowie die Zufahrt zum S-Bahnbetriebswerk Nordbahnhof über das stadteinwärts führende Ferngleis.
Aufgrund der Kriegsschäden und des Bauwerkszustandes der beiden westlichen einfeldrigen Fachwerkbrücken, der westliche Überbau konnte nicht genutzt und der östliche nur mit 10 km/h befahren werden, wurden diese für die S-Bahn zwischen 1956 und 1957 durch zwei dreifeldrige Balkenbrücken aus Vollwandträgern ersetzt. Da während des Krieges ein Teil der dichten Bebauung zerstört und später abgerissen wurde, konnte in diesem Zuge der heutige große Kreisverkehr angelegt werden, in den die Garten-, Liesen- und Scheringstraße münden; die Ackerstraße ist heute nur noch durch einen Fußweg angeschlossen. Durch den Kreisverkehr war es möglich, zwei Zwischenstützen der neuen Brücken in der Mittelinsel anzuordnen und so die langen Spannweiten auf je drei kürzere aufzuteilen. Die komplexe Erneuerung der beiden die Sektorengrenze querenden Brücken und der Widerlager wurde zu einem Beispiel noch möglicher deutsch-deutscher Zusammenarbeit der beteiligten Ost- und West-Betriebe.
Mit dem Bau der Berliner Mauer 1961 lag die Südseite der verbliebenen Fachwerkbrücken in Ost-Berlin. Die Mauer verlief hier entlang der Südseite der Liesenstraße bis zur Unterführung, bog dann nach Süden ab und folgte der Westseite der Gartenstraße. Die späteren Grenzanlagen lagen dadurch auf dem Gebiet des Domfriedhofs der St.-Hedwigs-Gemeinde und den nördlichen Bahnanlagen des ehemaligen Stettiner Bahnhofs. Nur die Brücken für die Nordsüd-S-Bahn blieben in Betrieb, die ohne Zwischenhalt an den Ost-Berliner Bahnhöfen verkehrte. Der Abriss der verbliebenen beiden östlichen Fachwerkbrücken war zwar in den 1960er Jahren geplant, konnte aber auf Grund der komplizierten Lage in beiden Stadtteilen nie umgesetzt werden. Vor dem südlichen Widerlager der Brücken wurde später für die Grenztruppen der DDR eine Unterführung unter die Bahntrasse der S-Bahn gebaut, die heute nicht mehr vorhanden ist. An der Nordspitze des Domfriedhofs sind noch einige Meter der vorderen Betonfertigteilmauer an der Liesenstraße erhalten.

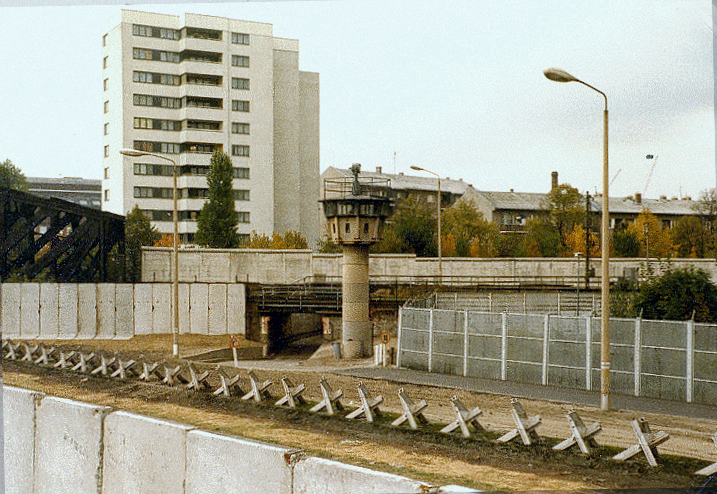
Südseite der Liesenbrücken in den Grenzanlagen der Berliner Mauer (Blick nach Osten, 1980)
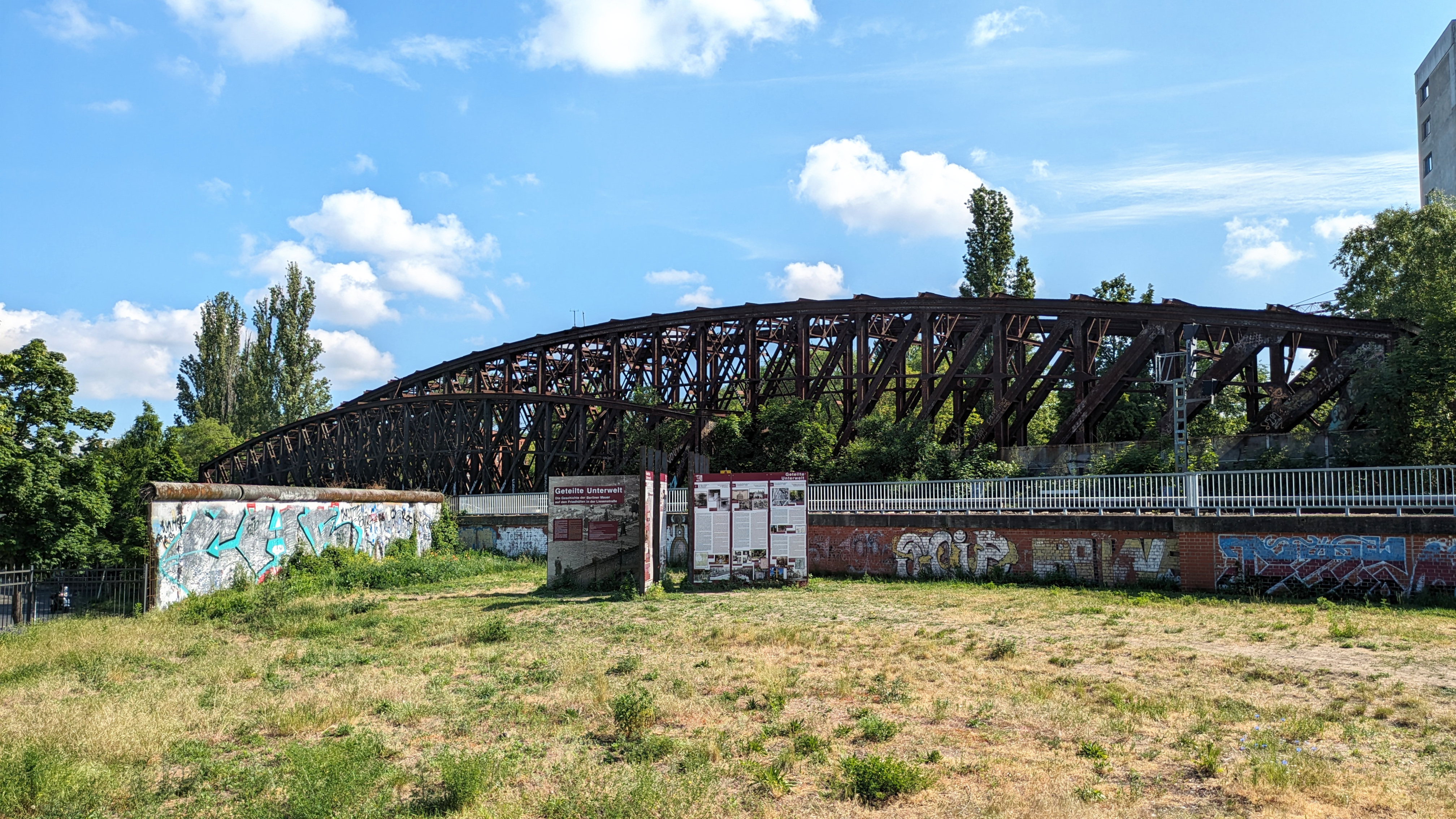
Erhaltener Mauerabschnitt an der Liesenstraße (Blick nach Nordost, 2024)
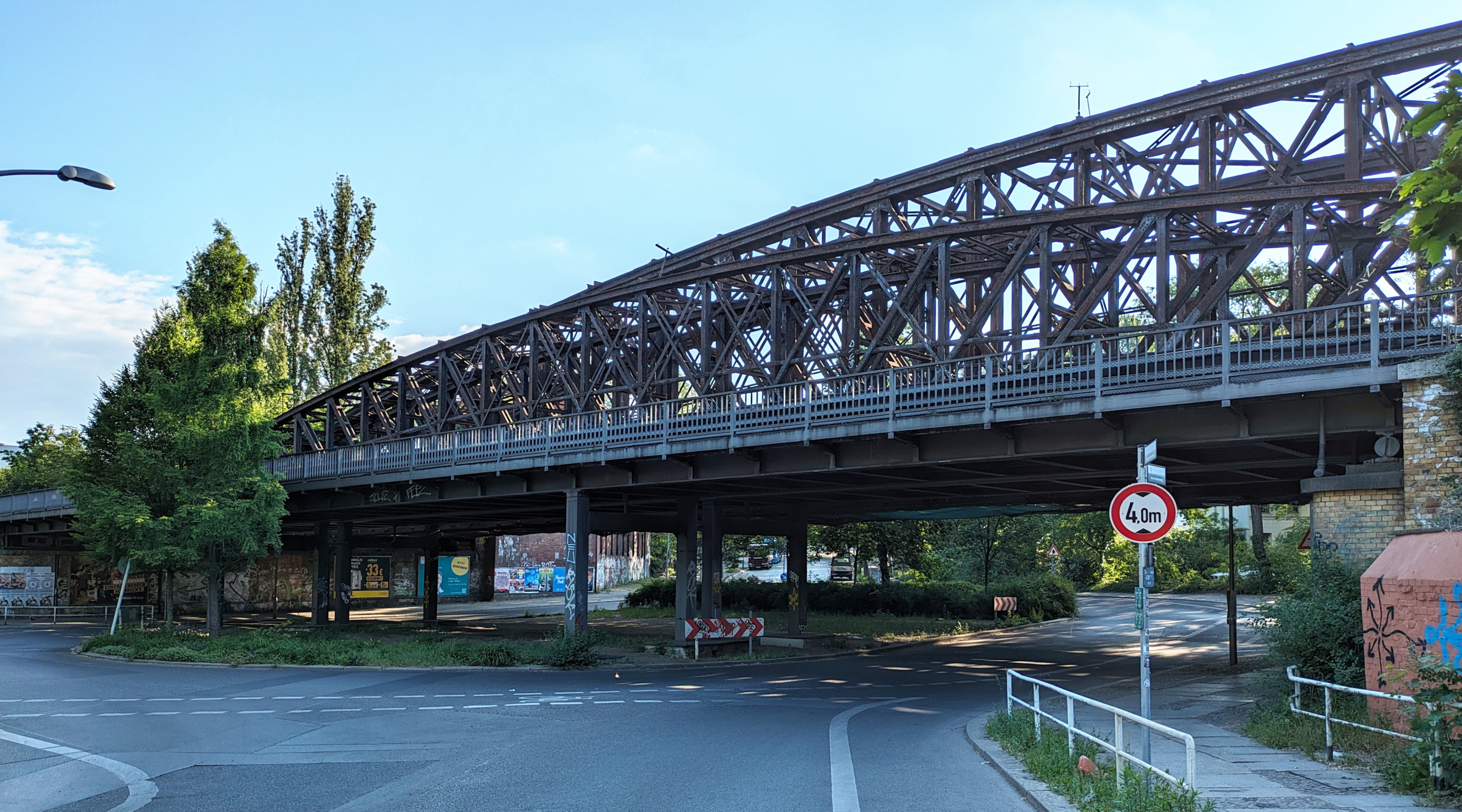
Blick von der Liesenstraße auf die Balkenbrücken der S-Bahn aus den 1950er Jahren (2024)

### Denkmalschutz und Pläne zur Nachnutzung seit den 2000er Jahren

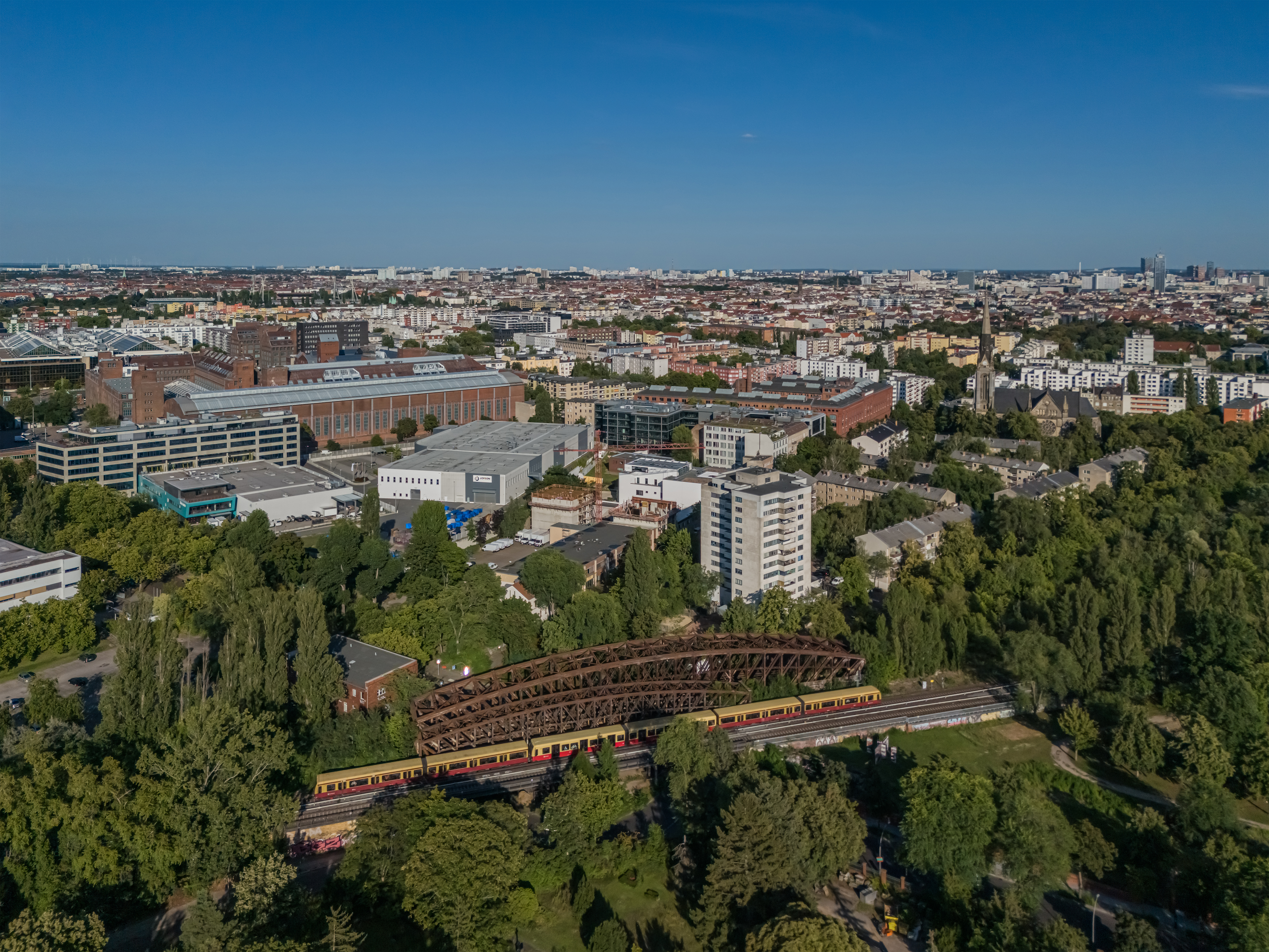
Luftbild der Liesenbrücken mit passierendem
S-Bahn-Zug (Blick nach Osten, 2024)

Die historischen Liesenbrücken stehen seit 1991 unter Denkmalschutz. Seit 2010 setzt sich das Berliner Netzwerk für Grünzüge für die Nutzung der durch die ehemaligen Bahntrassen und die durch die Teilung Berlins im Grenzbereich entstandenen Freiflächen als Grünverbindungen zwischen den bestehenden Parks und Grünflächen der Stadt ein. So griff sie auch eine 2005 von den Architekten des Parks auf dem Nordbahnhof geplante Verbindung zum Volkspark Humboldthain wieder auf und setzt sich für deren Umsetzung über die kleinere Liesenbrücke von 1892 ein. Derzeit (Stand Juni 2024) können Besucher des Parks auf dem Nordbahnhof nur entlang eines schmalen Weges bis zu den abgesperrten Südportalen und von dort über eine Treppe zur Gartenstraße gelangen. Für die große Brücke von 1896 interessiert sich seit 2009 ein Investor, der die alte Fachwerkbrücke mit beidseitiger großer Glasfassade für kulturelle oder gastronomische Zwecke nutzbar machen will und dazu Wilk-Salinas Architekten mit Plänen für die denkmalgeschützte Brücke und die angrenzenden Liegenschaft Scheringstraße 2 beauftragte. Die Umsetzung des Projektes ist nach wie vor ungewiss (Stand Juni 2024).
Parallel dazu gibt es im Rahmen des i2030-Maßnahmenpaketes Planungen der S-Bahn, auf dem nordwestlichen Teil des Parks auf dem Nordbahnhof eine Zugbildungsanlage zu errichten, für deren Zufahrt auch eine erneute Nutzung der Fachwerkbrücken für den Schienenverkehr nicht ausgeschlossen ist. Als erste Baumaßnahme wurde Anfang 2024 damit begonnen, eine zweigleisige oberirdische Abstellanlage für S-Bahnzüge, die aus dem Tunnelbahnhof hinausführt, wieder aufzubauen.

## Beschreibung

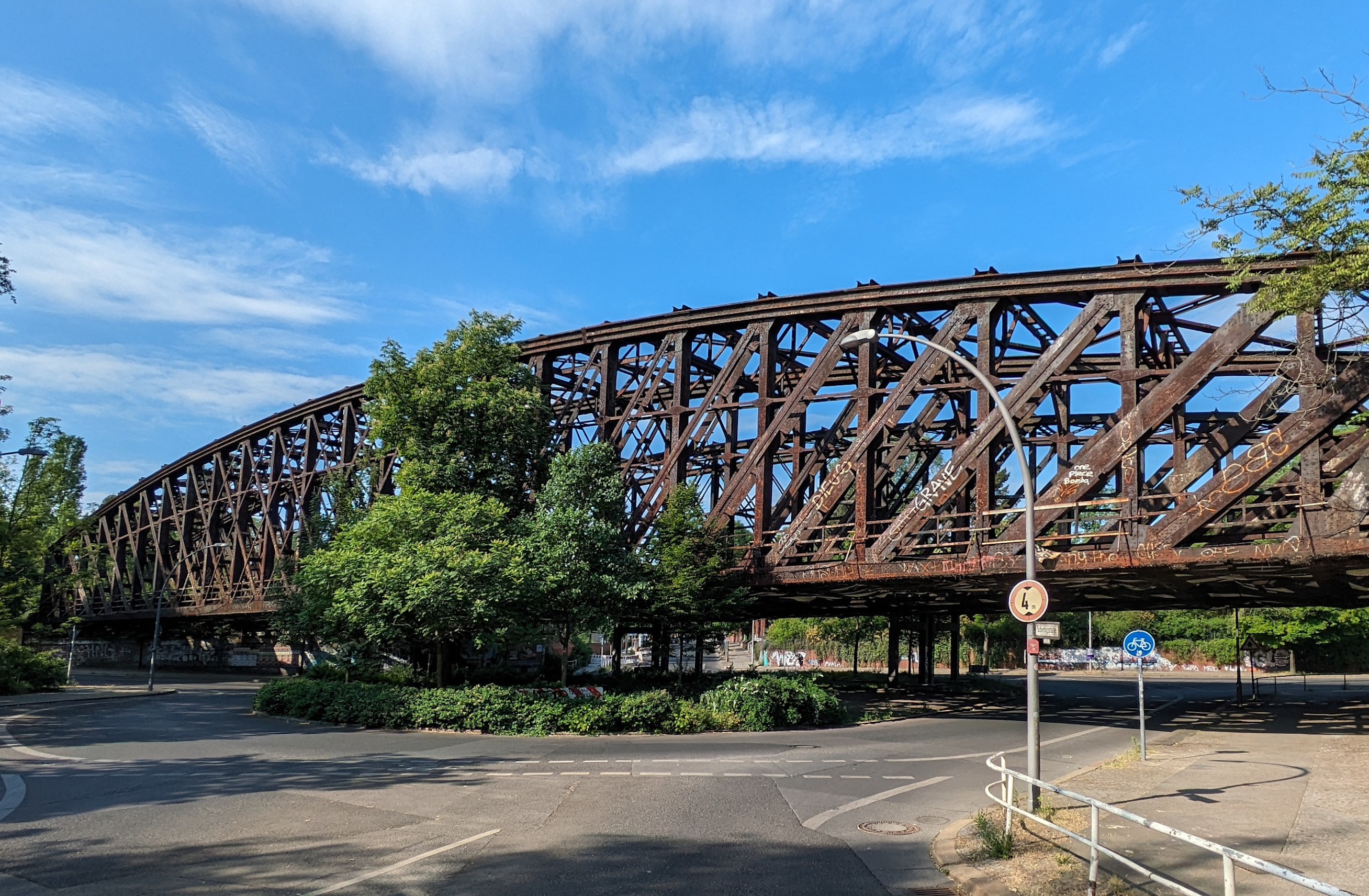
Blick von der Scheringstraße nach Südwest auf die zweigleisige Liesenbrücke von 1896

Die Liesenbrücken erstrecken sich in Nord-Süd-Richtung und überqueren die Gartenstraße in einem Winkel von 25 Grad. Sie bestanden ursprünglich aus vier einzelnen Fachwerkbrücken, die als Halbparabelträger mit untenliegender Gleisebene ausgeführt wurden und hauptsächlich aus Schmiedeeisen (Schweißeisen) bestanden. Von West nach Ost wurden für die drei eingleisigen Brücken Spannweiten von 82,1 m, 70,4 m, und 64,4 m verwendet und für die östliche zweigleisige Brücke 94,3 m. Der jeweils gebogene Obergurt endet in Portalrahmen von 5,6 m Höhe für die eingleisigen Ausführungen und 6,3 m Höhe bei der zweigleisigen Brücke. Die Fachwerkträger erreichen in der Mitte Höhen von etwa einem Achtel der Stützweiten und liegen im Bereich von 8 bis 12 m. Damit die lichte Höhe von 4,4 m für den Straßenverkehr auch beim später errichteten zweigleisigen Überbau erhalten blieb, liegen bedingt durch den hier schon ansteigenden Verlauf der Gartenstraße die Untergurte einen Meter höher als bei den anderen Brücken.

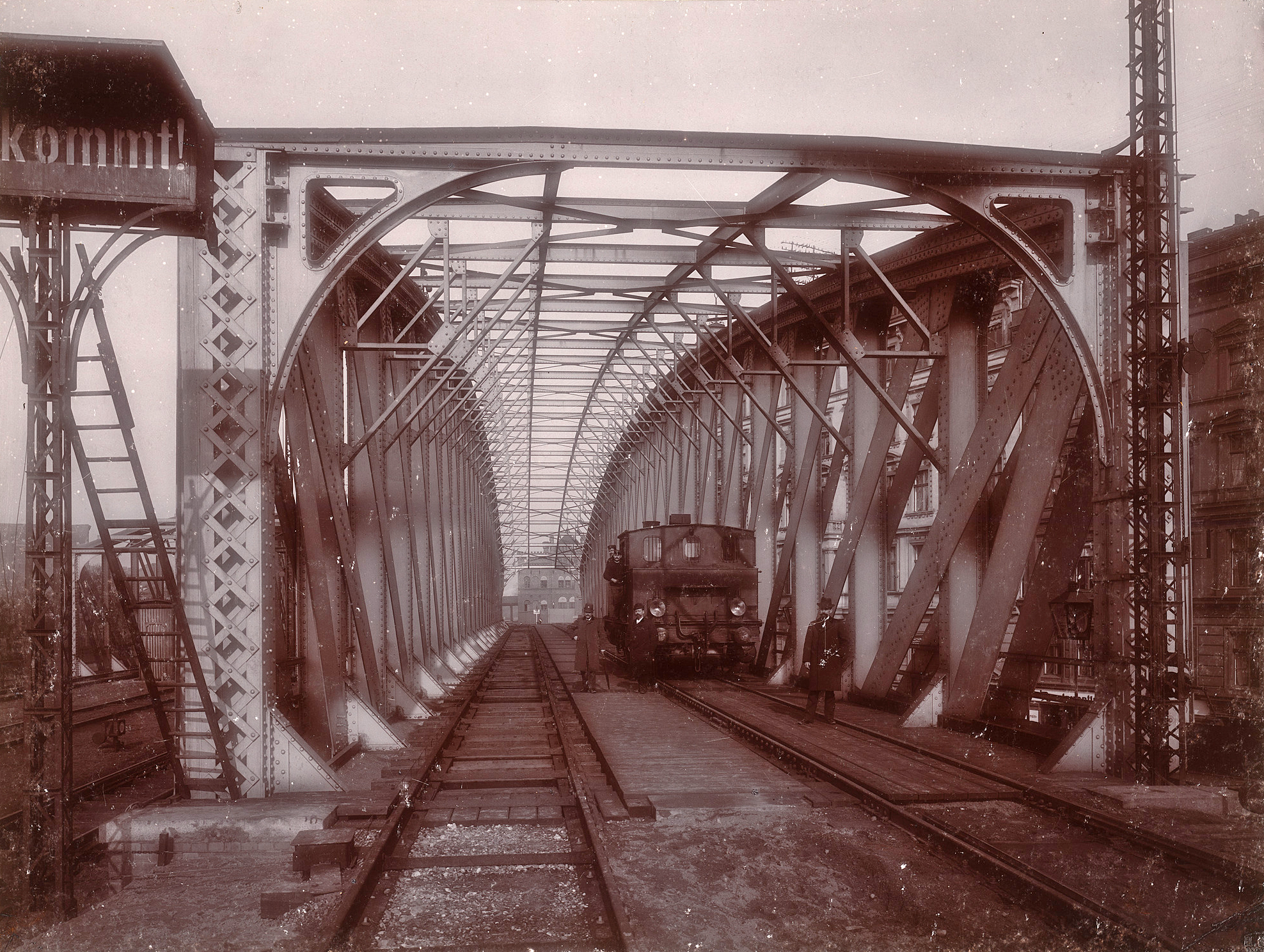
Südportal der zweigleisigen Brücke (um 1900)

Die Halbparabelträger sind nach dem System Mohnié aufgebaut. Benannt nach dem bayrischen Ingenieur J. Mohnié, handelt es sich hierbei um Ständerfachwerke mit gestreckten Diagonalen (Zugstreben) über je zwei Fachwerkfelder, die sich in der Mitte der Fachwerkträger kreuzen. Aus rein ästhetischen und nicht konstruktiven Gründen nimmt die Breite der Diagonalen bei den Liesenbrücken zur Mitte hin ab. Dieses gestalterische Motiv fand auch schon bei dem damals weltweit längsten Halbparabelträger für die Eisenbahnbrücke Culemborg von 1868 Anwendung. Eine der noch erhaltenen Fachwerkbrücken nach dem System Mohnié ist die Griethausener Eisenbahnbrücke von 1865, hier aber mit einem parallelgurtigen Tragwerk.
Die beiden Balkenbrücken aus Vollwandträgern sind als Durchlaufträger über drei Brückenfelder aufgebaut und ruhen auf je zwei Stahlpfeilern, die innerhalb der Mittelinsel des Kreisverkehrs positioniert wurden. Die Widerlager waren ursprünglich, auf Grund des spitzen Winkels mit der Gartenstraße, versetzt jeweils senkrecht zu den einzelnen Fachwerkbrücken errichtet worden. Beim Austausch der beiden westlichen Fachwerkbrücken in den 1950er Jahren wurden für die beiden Balkenbrücken die nördlichen Widerlager so angepasst, dass sie in einer Linie mit den vorhandenen liegen. Die horizontale Öffnung der Straßenunterführung parallel zu den Gleisen beträgt dadurch etwa 60 m, was auch ungefähr dem Durchmesser des Kreisverkehrs entspricht. Auf der Südseite verläuft parallel zur Gartenstraße eine Blendmauer unterhalb der beiden noch erhaltenen Fachwerkbrücken, die hier den Versatz zwischen den Widerlagern von über 30 m abdeckt. Die Breite des zweigleisigen Überbaus beträgt etwa 9,4 m (Gleisabstand 4,0 m), die Breite der eingleisigen Konstruktionen lag bei etwas über fünf Meter, der Gleisabstand zwischen diesen betrug 5,5 m. Die Gesamtbreite der Eisenbahnüberführung summierte sich auf etwa 27 m und liegt auch mit den Balkenbrücken aus den 1950er Jahren heute in diesem Bereich.

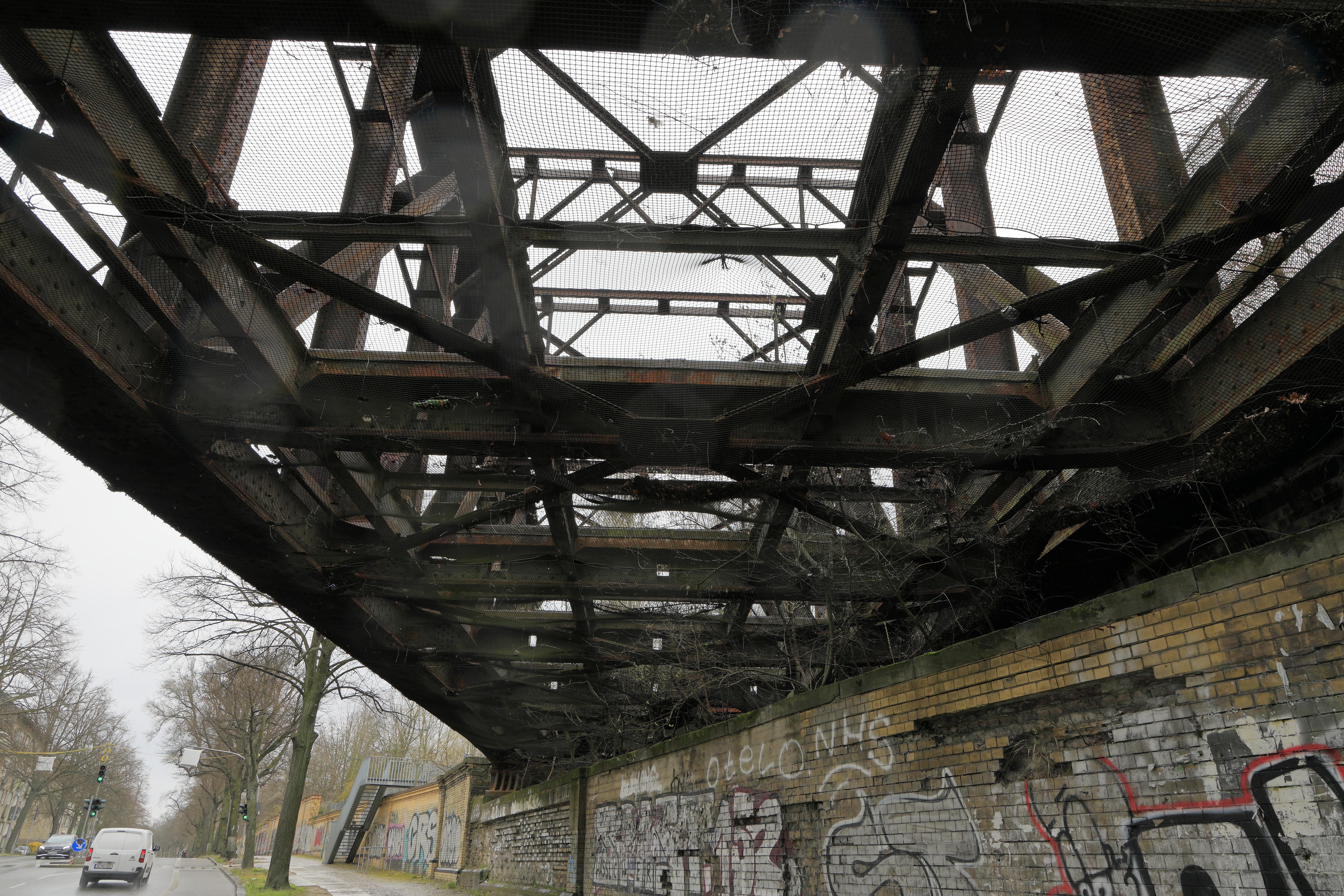
Südliches Widerlager der großen Fachwerkbrücke von 1896 mit der Blendmauer an der Gartenstraße
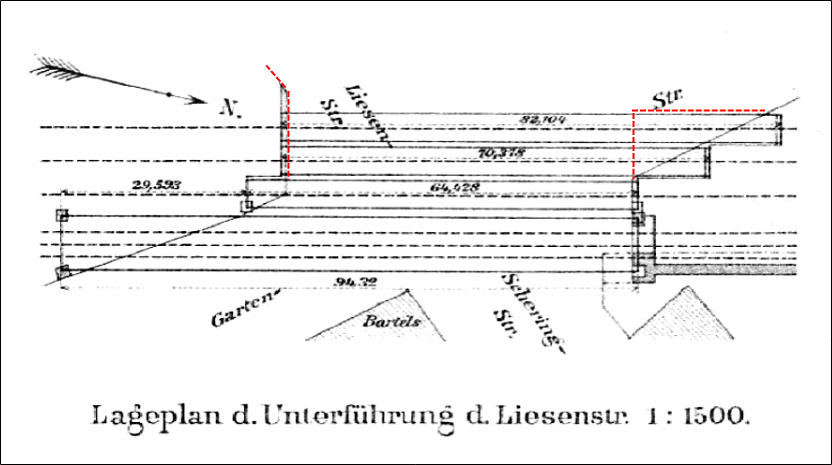
Lageplan von 1903,[23] in Rot sind die Veränderungen der Widerlager für die Balkenbrücken aus den 1950er Jahren angedeutet (nicht maßstäblich)
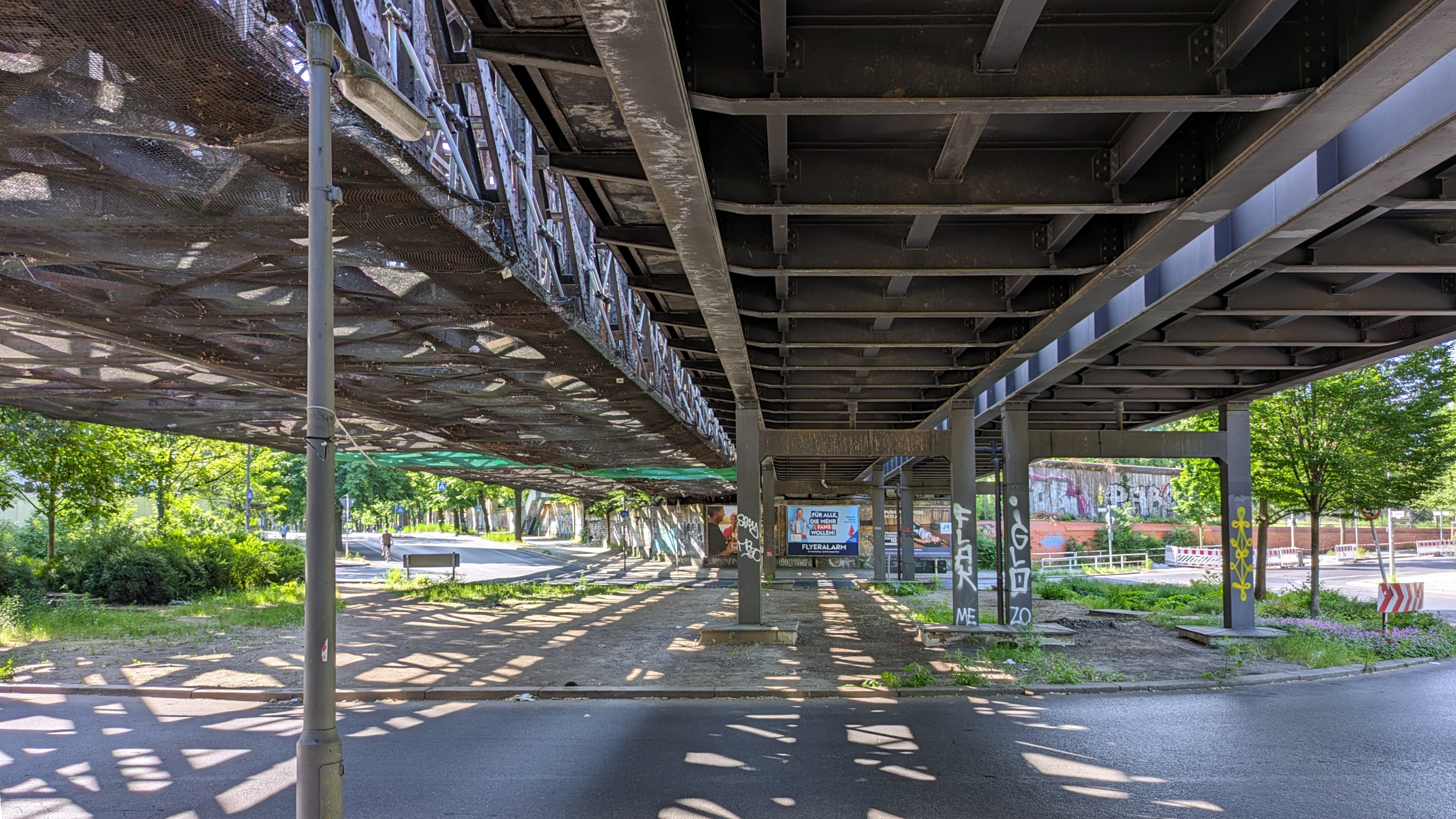
Blick auf das südliche Widerlager, links die Unterseite der Fachwerkbrücken, rechts der Balkenbrücken